# Sestrunj
Sestrunj (italienisch Isola Sestrugno) ist eine Insel des Archipels vor Zadar in Kroatien.

## Lage
Die kleine, etwa 15 km² große Insel liegt zwischen den Inseln Dugi Otok, Rivanj und Ugljan. Es besteht eine Schiffsverbindung nach Zadar. Sestrunj ist auch der Name des einzigen Dorfes auf der Insel.
Die Insel besteht aus einem kreidezeitlichen Rudistenkalkstein, teilweise brekziös. Vor der Küste des südöstlichen Inselendes befinden sich zwei Felsen im Meer, Mali und Veli Paranak (Paranci).

## Geschichte
Die Insel war schon früh von Illyrern besiedelt. Einzelne Hügelgräber sind heute noch erkennbar vorhanden. Die Insel zählt zu den mit den geringsten Einwohnerzahlen im Zadar-Archipel. Während des Zweiten Weltkriegs setzte eine erhebliche Abwanderung ein. 2001 lebten 48 Menschen auf der Insel, die meisten im Rentenalter. Noch 1953 hatte die Insel 196 Einwohner. Viele zog es dann nach Zadar, damit ihr Auskommen gesichert ist.